# Спутник-пастух

Прометей (справа) и Пандора „пасут“ кольцо F Сатурна между своими внутренней и внешней орбитами

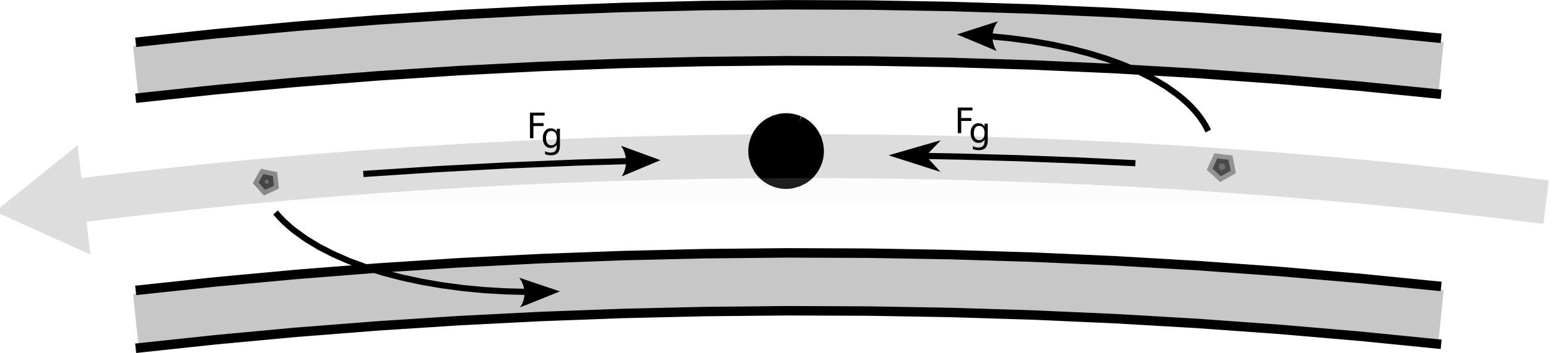
Метод воздействия спутника-«пастуха»: Частицы, находящиеся впереди спутника на его орбите, замедляются его притяжением и переходят на орбиту с большим радиусом, а находящиеся позади — ускоряются и переходят на орбиту с меньшим радиусом

Спутниками-«пастухами» называют небольшие естественные спутники газовых планет в Солнечной системе, которые не позволяют крайним частицам кольца уходить от него в стороны. Они как бы «пасут» частицы, за что и получили своё название «пастухов».
Благодаря своему гравитационному воздействию они могут собирать частицы или отклонять с первоначальной орбиты, изменяя либо создавая новую траекторию движения. Это приводит к «пробелам» в системе колец, таким как щель Кассини, либо к «закрученным» формам колец.
Система колец Сатурна обладает несколькими такими спутниками. Три спутника более или менее однозначно причисляют к спутникам-«пастухам». Это Атлас для кольца А, Прометей и, возможно, Пандора для кольца F. Другие пять спутников также попадают под это определение, это Дафнис, Пан, Янус, Эпиметей и Эгеон.
Уран имеет по одному спутнику-«пастуху» с каждой стороны кольца ε (эпсилон): Корделию и Офелию.
Предполагается, что один из спутников Нептуна - Галатея является спутником-«пастухом», на внутреннем крае кольца Адамса.
Спутниками-пастухами Юпитера считаются Адрастея, Амальтея, Метида и Фива.